# 馮竹語
馮竹語（？—1985年後），台灣黑幫四海幫創始幫主，在多部提及四海幫的書籍及報章雜誌內被提及。
1954年5月間，以馮竹語為首，集結十多名青少年於台灣大學農學院樓頂結拜，以《論語》的格言「四海之內，皆兄弟也」來訂立幫名創立四海幫，並以「有難同當、有福共享、打平台北」為口號，「一條心、二不白、三結義、四海為家」為幫規。
初創成員可能有「奮哥」陳自奮、「寇保」寇為龍、「鋼條」袁雲剛、「大衛」王大維、「黃毛」、「瞎子」郭啟暹、「魯哥」趙大魯、李政國、周自新、周自立、「飛刀」李可萍、「俠哥」藺磊洽、吳國術（家芳）、焦紀良、胡柳虎、「卡背」裴建銀、許特上、甫國東、羅文濤、蔡冠倫等人。
依據同是四海幫初創成員李政國出生於1936年、陳自奮出生於1938年、王大維出生於1939年、李可萍出生於1939年等出生年份來研判，身為初創幫主的馮竹語可能同樣介於1936年至1939年間出生。
2015年由壹週刊採訪陳自奮所述，1985年時陳自奮頂下台北市西門町金獅大酒樓經營餐館，馮竹語也曾經是此餐館的座上賓，同時表達馮竹語也早已過世。

## 異說

### 初創人數
許多平面書籍與電視及網路媒體，指稱四海幫初創人數有十多人、二十多人、三十二人、四十四人等說法。
依據是初創成員，也曾於1980年代擔任幫主的「蔡霸子」蔡冠倫，在《飛行員的故事》採訪所述之內容：「蔡冠倫記得剛開始時四海幫一共才十幾個人，當時的老大是馮竹語，他自己則是老么」。確認實際初創成員僅十多位。

### 幫名由來
有以成語四海之內皆兄弟之說、初創成員四十四名來自四海之說、依循四海籃球隊之說。
同樣依蔡冠倫於《飛行員的故事》採訪所述之內容：「談著談著竟有人提議既然不想被人欺負，他們何不自己也組織一個幫派，一來可以增加朋友之間凝聚力，再來也可以以團結的力量來抵抗那些專門欺負學生的小流氓們，這個提議立刻得到大家的贊同，並且馬上以「四海之內皆兄弟」的成語，為這個新的幫派定下了「四海幫」的名字，那時是民國四十三年五月間」。由前述內容證實命名由來。

### 創立時間
眾所皆知四海幫創立於1950年代間，但確切的創立年份長久以來則有1953年、1954年、1955年等說法。1990年代前後的大眾媒體多半撰寫四海幫創立於1955年（民國四十四年）為主軸，並呼應四海幫成立之初有四十四位成員宛如電影情節影響大眾媒體深遠。後續也有早在1953年（民國四十二年）創立的說法。
直至2006年8月出版的《飛行員的故事》一書，於1998年8月採訪蔡冠倫所述創幫時間為1954年5月（民國四十三年）成為了有力的證詞，現今大眾媒體多半定調為此年份。
2006年10月，時任第五任幫主的賈潤年以「慶祝四海同心五十週年紀念」為題，於台北市西門町金獅大酒樓舉辦餐聚，同時前幫主馮竹語、蔡冠倫等人也是座上賓，因此也有創立於1956年（民國四十五年）的說法。但此說法缺乏有力證據，並且與四海幫比竹聯幫成立得早的時間點無法媒合，因此較少有媒體採納。

## 新舊四海
由「大馮」馮竹語於1954年所成立的四海幫，因發展迅速且行事高調，於1962年時遭台灣政府當局打壓勒令解散幫派，而後以周姓與陳姓成員，於台北市武昌街經營船務公司等生意，維持四海幫的勢力聯繫。
直到1970年代，四海幫的新生代成員逐漸在傳統特種行業竄起，同樣發展迅速，成功復興四海幫。這股勢力遂被外界稱之為「新四海」，而馮竹語這群活躍1950年代的老大哥們，便逐漸被外界稱為「老四海」或「舊四海」。
另一種說法是，「老哥」蔡冠倫、「阿咪」蔡冠民、楊愛時、夏玉明、「大衛」王大維、「大塊」吳自強、杜立群、酆傳山、沈長聲等人，這群在當時是四海幫較年輕的成員，也被稱之為「新四海」。「新四海」勢力在1962年之後就已經有多次活動紀錄，直到1970年代由「偉民」劉偉民、「大寶」陳永和、「老哥」蔡冠倫等人領導的「新四海」迅速擴大後才廣為人知。